# Grzegorz Goryszewski
Grzegorz Goryszewski (ur. w 1962 w Olsztynie) – polski lekarz, kardiochirurg, doktor nauk medycznych, przedsiębiorca, założyciel i partner zarządzający Grupy Allenort.

## Życiorys
Jest absolwentem Akademii Medycznej w Warszawie. Studia kontynuował na University of South Carolina. Następnie pracował w USA w Health and Human Services Finance Commission, gdzie był analitykiem polityki medycznej drugiego stopnia.
Po powrocie do Polski był asystentem akademickim w Centralnym Uniwersyteckim Szpitalu Klinicznym Akademii Medycznej w Warszawie w Klinice Chirurgii Naczyń i Transplantacji, gdzie uzyskał specjalizację z chirurgii ogólnej. Specjalizację drugiego stopnia oraz tytuł doktora nauk medycznych uzyskał w I Klinice Kardiochirurgii Instytutu Kardiologii w Warszawie. Jego praca doktorska pt. „Analiza metod operacyjnych oraz ocena wyników chirurgicznego leczenia tętniaka aorty wstępującej” została wyróżniona przez Radę Naukową Instytutu Kardiologii i zdobyła pierwszą nagrodę wśród prac doktorskich z zakresu medycyny Fundacji Krzewienia Nauki.
W latach 2001–2005 pełnił funkcję sekretarza Klubu Kardiochirurgów Polskich.
W 2005 założył spółkę Allenort Kardiologia sp z o.o., która w kolejnych latach doprowadziła do powstania sieci klinik kardiologii interwencyjnej i kardiochirurgii.
Przyczynił się do powstania w Polsce Kliniki Radiochirurgii i sprowadzenia do Polski technologii Gamma Knife. W 2012 odebrał w imieniu Centrum Gamma Knife Allenort w Warszawie nagrodę Ogólnopolskiego Systemu Ochrony Zdrowia (OSOZ) w kategorii Innowacyjne Pomysły w Ochronie Zdrowia. Także w 2012 uzyskał wyróżnienie miesięcznika Rynek Zdrowia i portalu RynekZdrowia.pl.
W 2015 założył Fundusz Inwestycyjny Allenort Capital Fund, który prowadzeni działalność inwestycyjną skoncentrowaną na branży medycznej i technologiach IT.
Także w 2015 zainicjował program kompleksowej opieki psychiatrycznej w Polsce. W ramach projektu powstała sieć poradni psychiatrycznych oraz pierwszy pełnoprofilowy prywatny szpital psychiatryczny Allenort z autorskim programem medycznym. W 2018 otrzymał za ten projekt „Złotą Synapsę” – nagrodę przyznawaną w ramach Kongresu Psychiatrii Medforum w kategorii Psychiatryczna Innowacja Roku.
Jest współzałożycielem oraz przewodniczącym rady nadzorczej Unii Szpitali Specjalistycznych, która jest stowarzyszona z Konfederacją Lewiatan.
Jest autorem i współautorem licznych publikacji i wystąpień na kongresach medycznych.